# روبرت ر. بينتون
روبرت ر. بينتون (بالإنجليزية: Robert R. Benton)‏ هو مصمم الإنتاج أمريكي، ولد في 10 أبريل 1924 في لوس أنجلوس في الولايات المتحدة، وتوفي في 7 ديسمبر 2003 في سانتا باربارا في الولايات المتحدة بسبب فشل تنفسي.

## وصلات خارجية
- روبرت ر. بينتون على موقع IMDb (الإنجليزية)
- روبرت ر. بينتون على موقع ألو سيني (الفرنسية)
- روبرت ر. بينتون على موقع أول موفي (الإنجليزية)
- روبرت ر. بينتون على موقع قاعدة بيانات الأفلام السويدية (السويدية)
- روبرت ر. بينتون على موقع قاعدة بيانات الفيلم (الإنجليزية)
- روبرت ر. بينتون على موقع كينوبويسك (الروسية)